# Don Alias
Donald Charles Alias, más conocido como Don Alias, fue un percusionista y baterista de jazz estadounidense, de familia de origen caribeño, nacido en Nueva York, en 1939, y fallecido en la misma ciudad, el 28 de marzo de 2006.
Desde muy pequeño, escuchando en las calles de Nueva York a los tamborileros cubanos se interesó por la música. Tomó clases con Eartha Kitt, que buscaba nuevos talentos. Pronto lo llevó a actuar en el festival de jazz de Newport, con tan solo dieciocho años, junto al trompetista Dizzy Gillespie. La oposición de su familia a que se dedicase a la música le obligó a estudiar Medicina en Boston, aunque en sus ratos libres seguía con su pasión por el jazz, compartiendo escenario con numerosos grandes músicos (Chick Corea, Alan Dawson, Tony Williams); el bajista Gene Perla le presentó a Nina Simone, con la que colaboró un tiempo. A partir de este momento se dedicó por completo a su carrera musical, entrando en el grupo de Miles Davis, en 1969, con el que grabó "Bitches Brew".
Fue uno de los pioneros del estilo jazz-rock y trabajo con músicos de la talla de Elvin Jones, Blood, Sweat & Tears (1975-1976), Weather Report, Carla Bley y Jaco Pastorius, entre otros músicos del género, pero también con Roberta Flack o Joni Mitchell. Formó dos bandas de prestigio: Stone Alliance y Kebekwa.
En 1977 actuó en el filme El productor de espectáculos que quedó inconcluso.

## Discografía seleccionada
- Bitches Brew  (Miles Davis, 1969)
- In concert  (Blood, Sweat & Tears, 1975)
- Black Market  (Weather Report, 1976)
- Mingus  (Joni Mitchell, 1979)